# Mario Paradelo
Mario Cástulo Paradelo (Concepción del Uruguay, 1910 - Río Gallegos, 1966) fue un político argentino, primer gobernador de la provincia de Santa Cruz.

## Biografía
Educado en el Colegio Nacional de Concepción del Uruguay y afiliado a la Unión Cívica Radical de la Provincia de Entre Ríos desde su juventud, se recibió de abogado en la Universidad de La Plata, donde compartió estudios y hasta alojamiento con futuros dirigentes radicales, como David Bléjer. Un enfrentamiento con sus amigos lo llevó a mudarse a Río Gallegos, donde instaló un estudio jurídico. Su esposa y sus dos hijos lo acompañaron cuatro años más tarde.
En Río Gallegos figuró como opositor al gobierno del presidente Juan Domingo Perón; cuando este fue depuesto, se unió a la fracción radical dirigida por Arturo Frondizi, que se llamaría Unión Cívica Radical Intransigente. Fue miembro de la Convención Nacional Constituyente de 1957, formó parte de la comisión que redactó la carta orgánica de la UCRI y asesoró a la Convención Constituyente Provincial. Las elecciones internas para decidir la candidatura a gobernador fueron especialmente complicadas, y debió repetirse la votación, de la que resultó elegido Mario Paradelo, derrotando a Pablo Borreli, que sostenía una postura enteramente contraria a todo lo que se identificara con el peronismo.
Paradelo triunfó en las elecciones de febrero de 1958, donde el peronismo estaba proscripto, con el 40% de los votos válidos y asumió el cargo el 1 de mayo, acompañado por Miguel Madroñal como vicegobernador. Fueron sus ministros Matías Echeverría, de Gobierno; Raúl Pellón, de Economía y Obras Públicas; Aníbal Pérez Fernández, de Asuntos Sociales; Secretario General de la Gobernación fue Abel Rodríguez Barros. El intendente de Río Gallegos fue Carlos González Landa.
Su gestión se dedicó a instalar las instituciones propias de una administración provincial, incluidas las municipalidades, la policía y las reparticiones públicas. Además intentó generar una política de atracción de capitales foráneos a la provincia. Inició la construcción del puente de la Ruta 3 sobre el río Santa Cruz e inició la pavimentación de algunos tramos de esta ruta, y de la Ruta 40. Fundó el Banco de Santa Cruz y la Vialidad Provincial. Inició la remodelación del aeropuerto de Río Gallegos, adaptándolo a la realización de posibles vuelos traspolares. También promovió y logró la creación de la diócesis de Río Gallegos.
Entregó títulos de propiedad a numerosos pobladores que ocupaban campos a título precario, a través del Consejo Agrario; subsidió las escuelas privadas religiosas, especialmente las de los salesianos; creó el escudo de la provincia; otorgó becas a jóvenes santacruceños para seguir estudios universitarios fuera de su provincia; instituyó la "copa de leche" en las escuelas, como garantía de un mínimo de alimentación para los niños en edad escolar.
Logró la sanción de una ley para construir cinco mil viviendas en Río Turbio, para la radicación de los empleados y técnicos de la empresa estatal Yacimientos Carboníferos Fiscales; proyectó un complejo petroquímico y una fábrica de aluminio que se instalarían en Puerto Deseado; organizó la reunión en Río Gallegos de los gobernadores argentinos y chilenos de la Patagonia, con un importante intercambio de ideas para la promoción económica de esas provincias; proyectó un contrato con la empresa estadounidense Texas Butadiene and Chemical International, para el aprovechamiento del gas natural de los yacimientos de Pico Truncado. Proyectó también —y consiguió el inicio de sus operaciones con dos buques— la empresa IPAS (Industria Pesquera del Atlántico Sur, con sede en Puerto Deseado, que luego de su caída se trasladaría a Mar del Plata.
Entre los múltiples proyectos que se planearon para su provincia, figuraba la construcción de un automóvil muy pequeño, cuyo prototipo llevaba el nombre de "Joseso", en la ciudad de Río Gallegos.
La instalación de lavaderos de lana y algunas fábricas textiles pusieron en su contra a los estancieros más importantes de la provincia, y especialmente a los grupos vinculados con al exportación de la lana. La construcción de numerosas viviendas fue un error estratégico, dado que notoriamente muchas de éstas estaban dedicadas al alojamiento de los funcionarios provinciales, con lo cual facilitó las acusaciones de corrupción o de administración espuria de fondos públicos. Las operaciones del Bando de la Provincia fueron también objeto de serias acusaciones.
Su gobierno inició los estudios para el aprovechamiento hidroeléctrico del río Santa Cruz, que en la actualidad se ha iniciado con el complejo hidroeléctrico La Barrancosa-Cóndor Cliff.
En las elecciones de principios de 1960, los candidatos de la UCRI derrotaron con a la oposición por un ajustado margen de 118 votos.
Poco después, la legislatura aprobó por unanimidad el acuerdo con la Texas Butadiene, aunque con varias reservas de parte de legisladores oficialistas. Las discusiones en torno a las concesiones petrolíferas que estaba llevando adelante el gobierno del presidente Frondizi tuvieron fuerte incidencia en la opinión pública de Santa Cruz.
La segunda mitad de su período de gobierno estuvo marcado por las divisiones dentro del partido oficialista; sin que el gobernador hiciera nada por defenderlo, la UCRI y la oposición iniciaron juicio político al vicegobernador, bajo veintiséis cargos acusatorios, y lo separaron del cargo en el mes de junio de 1960.

## Juicio político
A mediados de 1960, sus propios correligionarios le exigieron la renuncia a la gobernación, a lo que Paradelo se negó. En el mes de octubre, la oposición y gran parte del oficialismo iniciaron juicio político al gobernador, acusado por treinta y seis cargos de incumplimiento de sus funciones públicas, y luego se agregaron más de setenta. Paradelo intentó defenderse de las acusaciones, pero incluso sus propios funcionarios le negaron apoyo. Mucho antes de que terminara sus exposiciones, la legislatura consideró varios de los cargos probados y sancionó la deposición del gobernador.
Paradelo consideró que su juicio político había estado viciado de varias faltas, que lo tachaban de nulidad, de modo que se negó a abandonar el cargo. El propio presidente Frondizi le aconsejó que depusiera su actitud y entregara el mando político a las tres Fueras Armadas, ya que el vicegobernador había sido depuesto y el titular no deseaba entregarlo a la legislatura; de modo que Paradelo, sin presentar su renuncia, entregó el mando a las fuerzas armadas, aunque se negó a abandonar la residencia de gobierno.

## Juicio penal y detención
La legislatura inició entonces un juicio penal contra el gobernador por usurpación de títulos y honores. El juez actuante ordenó su detención en dependencias policiales y ordenó a su familia que abandonara la residencia del gobernador; la policía le ofreció trasladarlo en plena noche, para evitarle la vergüenza, pero él se trasladó sin custodia, a pie y en pleno día, seguido por una pequeña multitud de seguidores, mientras sus funcionarios eran echados de sus viviendas. El operativo terminó con la irrupción de por la fuerza en la vivienda del gobernador de la policía, por medio de hachas, y la expulsión violenta de su esposa e hijos. Fueron alojados en casa del médico Carlos González Landa, intendente de Río Gallegos. El mando provincial fue asumido por el presidente de la legislatura, Luis V. Carrizo.
Paradelo permaneció en prisión durante 53 días. Sus amigos le aconsejaron que solicitara el indulto presidencial, pero se negó para no admitir ninguna posibilidad de culpabilidad.
Recuperada su libertad y anulado su procesamiento penal, inició una demanda penal contra la legislatura, por nulidad del juicio político. Este juicio se resolvió a su favor a principios de 1962, cuando ya el gobierno del presidente Frondizi estaba a punto de caer y a su período de gobierno le quedaban apenas dos meses. Se habían celebrado ya las elecciones para gobernador, en las cuales había triunfado la UCRI, llevando como candidato a Raúl Pellón, exministro de Economía de Paradelo. De modo que Paradelo se presentó en la legislatura el 15 de marzo, reasumió su cargo, e inmediatamente lo renunció, delegándolo en el presidente de la Cámara de Diputados provincial.
Durante los cuatro años siguientes, Paradelo volvió a vivir de su estudio jurídico. Fue cofundador, junto con algunos militantes peronistas, del Movimiento Popular Santacruceño, que no tuvo éxito electoral.
Falleció en Río Gallegos en agosto de 1966, víctima de un infarto. Su esposa decidió enterrarlo en el Cementerio de la Recoleta, en Buenos Aires; a fines de noviembre de 1980, sus restos fueron definitivamente depositados en el Cementerio de Río Gallegos, con honores militares de mandatario provincial. Una escuela de Río Gallegos, así como calles en varias localidades, llevan su nombre.